# Омбанзи, Франсуа
Франсуа Омбанзи (фр. François Ombanzi; род. 1 апреля 1947, Киншаса, Колонии Бельгии) — конголезский шоссейный велогонщик. Участник летних Олимпийских игр 1968 года.

## Карьера
В 1968 году был включён в состав сборной ДР Конго на летних Олимпийских играх в Мехико. На них выступил в командной гонке с раздельным стартом на 100 км. По её результатам сборная ДР Конго (в которую также входили Жан Барнаби, Константин Кабемба и Самуэль Кибамба) заняла последнее 30 место, уступив занявшей первое место сборной Нидерландов 35 минуты.